# Acey Slade
Acey Slade (ur. 15 grudnia 1974 w Downingtown, West Chester w Pensylwanii) – amerykański basista i wokalista rockowy. 
Jego pierwszym zespołem był rockowo-gotycki Vampire Love Dolls, gdzie był wokalistą. Następnie był basistą w Dope. W 2001 opuścił go jednak i zastąpił Trippa Eisena w punkowym oraz glam-metalowym zespole Murderdolls. Później Acey założył punkowy zespół Trashlight Vision, który rozpadł się 12 sierpnia 2007. Obecnie jest basistą w punkowym Wednesday 13.